# Balerna
Balerna (zastarale německy Balern) je obec na jihu Švýcarska v kantonu Ticino, blízko hranic s Itálií. Žije zde přibližně 3 300 obyvatel. Nachází se v nejjižnější části Švýcarska, nedaleko italského města Como.

## Geografie
Balerna se nachází mezi městy Mendrisio a Chiasso. Sousedními obcemi Balerny jsou Chiasso, Morbio Inferiore, Castel San Pietro, Coldrerio a Novazzano.
Historické centrum obce je poněkud vyvýšené na kopci. Nejníže položené oblasti obce na jihu jsou v nadmořské výšce 235 m, nejvýše položené na svazích směrem ke Castel San Pietro na severu v nadmořské výšce kolem 346 m. Na východě leží soutěska Breggia, na jihu planina Faloppia východně od Chiassa. V nízkých oblastech předměstí Chiassa se usadilo mnoho průmyslových podniků a podniků poskytujících služby.
Na jihu protíná území obce dálnice A2 a Gotthardská dráha. Středem obce prochází hlavní silnice č. 2. Na obecním katastru se částečně nachází seřaďovací a nákladové nádraží Chiasso.

## Historie

Historický letecký pohled (1946)

V roce 865 vytvořila vesnice spolu se sousedním hradem Castel San Pietro koncil. Ve 12. století vlastnili práva v Balerně církevní desátníci (decimani) a klášter Sant’Abbondio v Comu. Obec, poprvé zmiňovaná v roce 1115 jako Barerna, se skládá z místních částí Caslaccio, Mercole, Sant’Antonio, Bisio, Pontegana a Passeggiata. Ve 13. století byla Balerna nejprve závislá na městě Como (Quartier Porta Sala) a později na biskupovi. Spolu s městem Como se Balerna dostala v roce 1335 pod vládu milánských Viscontiů, které vystřídal Franchino Rusca.
Po Milánských následovali v roce 1512 konfederáti, kteří ji spojili s Mendrisiem v jeden správní celek, v němž si Balerna udržela svá opakovaně potvrzená privilegia. Až do roku 1573 byl v Balerně soudní dvůr, k němuž Balerna delegovala dva plebány a Mendrisio dva regenty. V roce 1798 měla být Balerna připojena k Cisalpinské republice, ale v referendu se Balerna vyslovila pro setrvání ve Švýcarsku. Dekretem z Aarau z 30. května 1798 byla Balerna spolu s Mendrisiem připojena k Helvétské republice.

## Obyvatelstvo
| Vývoj počtu obyvatel | Vývoj počtu obyvatel | Vývoj počtu obyvatel | Vývoj počtu obyvatel | Vývoj počtu obyvatel | Vývoj počtu obyvatel | Vývoj počtu obyvatel | Vývoj počtu obyvatel | Vývoj počtu obyvatel | Vývoj počtu obyvatel | Vývoj počtu obyvatel | Vývoj počtu obyvatel | Vývoj počtu obyvatel | Vývoj počtu obyvatel | Vývoj počtu obyvatel | Vývoj počtu obyvatel |
| -------------------- | -------------------- | -------------------- | -------------------- | -------------------- | -------------------- | -------------------- | -------------------- | -------------------- | -------------------- | -------------------- | -------------------- | -------------------- | -------------------- | -------------------- | -------------------- |
| Rok                  | 1652                 | 1696                 | 1723                 | 1801                 | 1850                 | 1900                 | 1950                 | 1970                 | 1990                 | 2000                 | 2010                 | 2012                 | 2014                 | 2017                 |                      |
| Počet obyvatel       | 341                  | 367                  | 422                  | 518                  | 889                  | 1612                 | 2625                 | 3885                 | 3418                 | 3415                 | 3349                 | 3303                 | 3396                 | 3345                 |                      |

Obec se nachází v jižní části kantonu Ticino, která je jednou z italsky mluvících oblastí Švýcarska. Převážná většina obyvatel obce tak hovoří italsky.

## Hospodářství a doprava

Letecký pohled na Chiasso s pohraniční stanicí (1962, Balerna vpravo vzadu)

Obec leží v blízkosti hranicí s Itálií, tranzitní a celní doprava má proto velký význam.
Vyspělost obce výrazně zvýšilo dokončení Gotthardské dráhy v roce 1882. Rozšiřování pohraniční stanice Chiasso vedlo k tomu, že železnice zakoupila a zastavěla i některé pozemky na území Balerny a nabídla tak místním obyvatelům pracovní místa. I v současnosti ve stanici zastavují mezinárodní vlaky kategorie EuroCity, spojující Curych a Milán.
Menší část obyvatel pracuje v místním průmyslu, například na výrobu kávy. Dalším významným zaměstnavatelem je společnost Valcambi SA. Jde o mezinárodně působící švýcarskou rafinerii, rafinující zlato, stříbro, platinu a palladium a vyrábějící různé slitky, mince a medaile, jakož i polotovary pro šperkařský a hodinářský průmysl.

## Osobnosti
- Gilberto Agustoni (1922–2017), švýcarský kněz a kardinál, pocházel z Balerny[5]